# Pseudoeurycea lynchi
Espèce
Statut de conservation UICN

 EN  : En danger
Pseudoeurycea lynchi est une espèce d'urodèles de la famille des Plethodontidae.

## Répartition
Cette espèce est endémique du Mexique. Elle se rencontre de 1 200 à 1 500 m d'altitude sur le Cerro San Pedro Chiconquiaco dans le centre du Veracruz et à Quetzalan dans le nord-est de l'État de Puebla.

## Étymologie
Cette espèce est nommée en l'honneur de James F. Lynch.

## Publication originale
- Parra-Olea, Papenfuss & Wake, 2001 : New species of lungless salamanders of the genus Pseudoeurycea (Amphibia: Caudata: Plethodontidae) from Veracruz, Mexico. Scientific Papers Natural History Museum, University of Kansas, vol. 20, p. 1-9 (texte intégral).